# Jurasic timpuriu
Jurasicul timpuriu (sau Jurasicul inferior) este prima epocă a perioadei Jurasic, și se întinde pe o perioadă de aproximativ 27 milioane de ani, de acum 201,3 milioane de ani până acum 174,1 milioane de ani în urmă. A început imediat după Extincția din Triasic–Jurasic fiind precedat de Triasicul târziu și urmat de Jurasicul mijlociu.
În litostratigrafia europeană a fost denumit și Lias.
În timpul Jurasicului timpuriu, supercontinentul Pangeea se fragmentează în supercontinentul din nord Laurasia și supercontinentul din sud Gondwana.

## Subdiviziuni
Prin convenție internațională, Jurasicului timpuriu este împărțit în patru vârste, ordonate de la cele mai noi la cele mai vechi în următorul format:
| Toarcian      | (174,1 – 182,7 Ma) |
| Pliensbachian | (182,7 – 190,8 Ma) |
| Sinemurian    | (190,8 – 199,3 Ma) |
| Hettangian    | (199,3 – 201,3 Ma) |

## Galerie

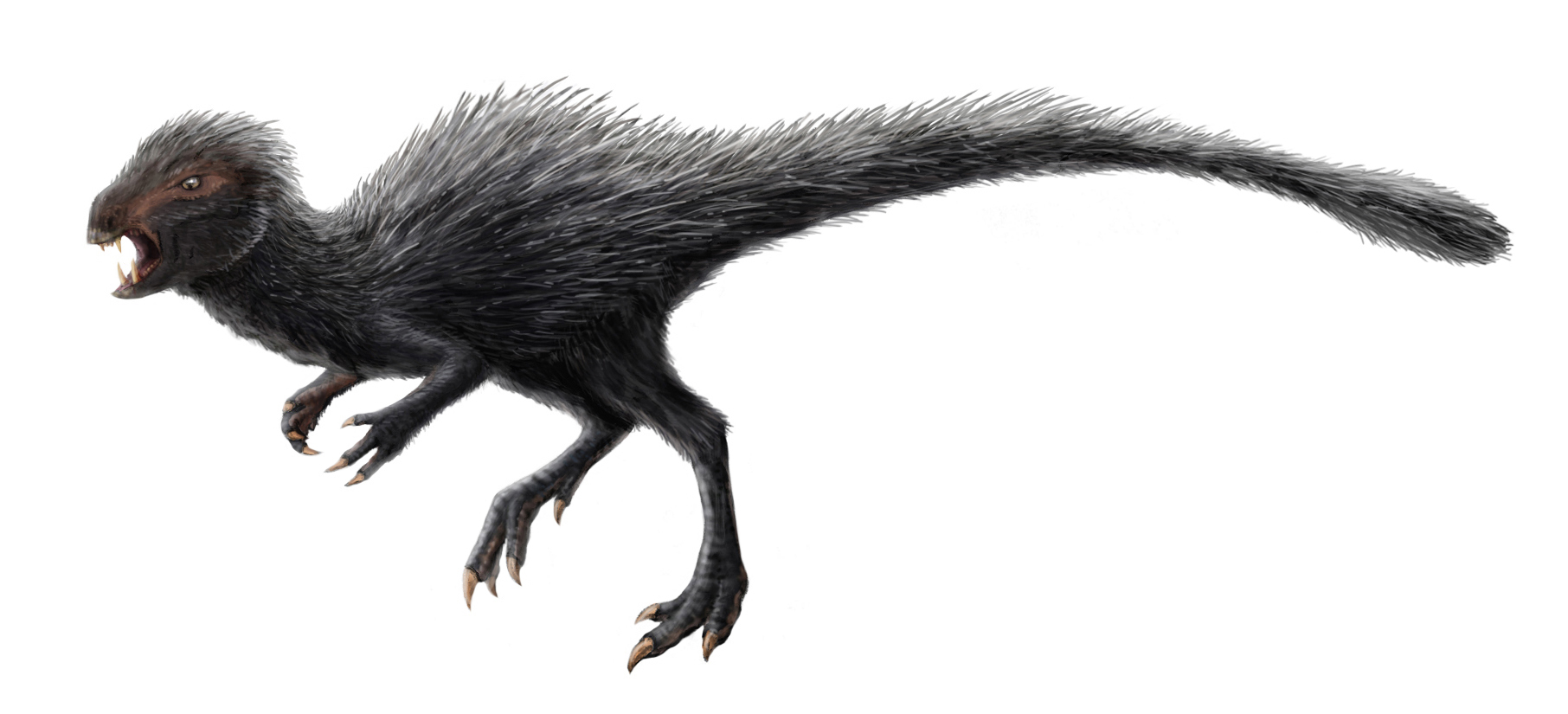
Heterodontosaurus
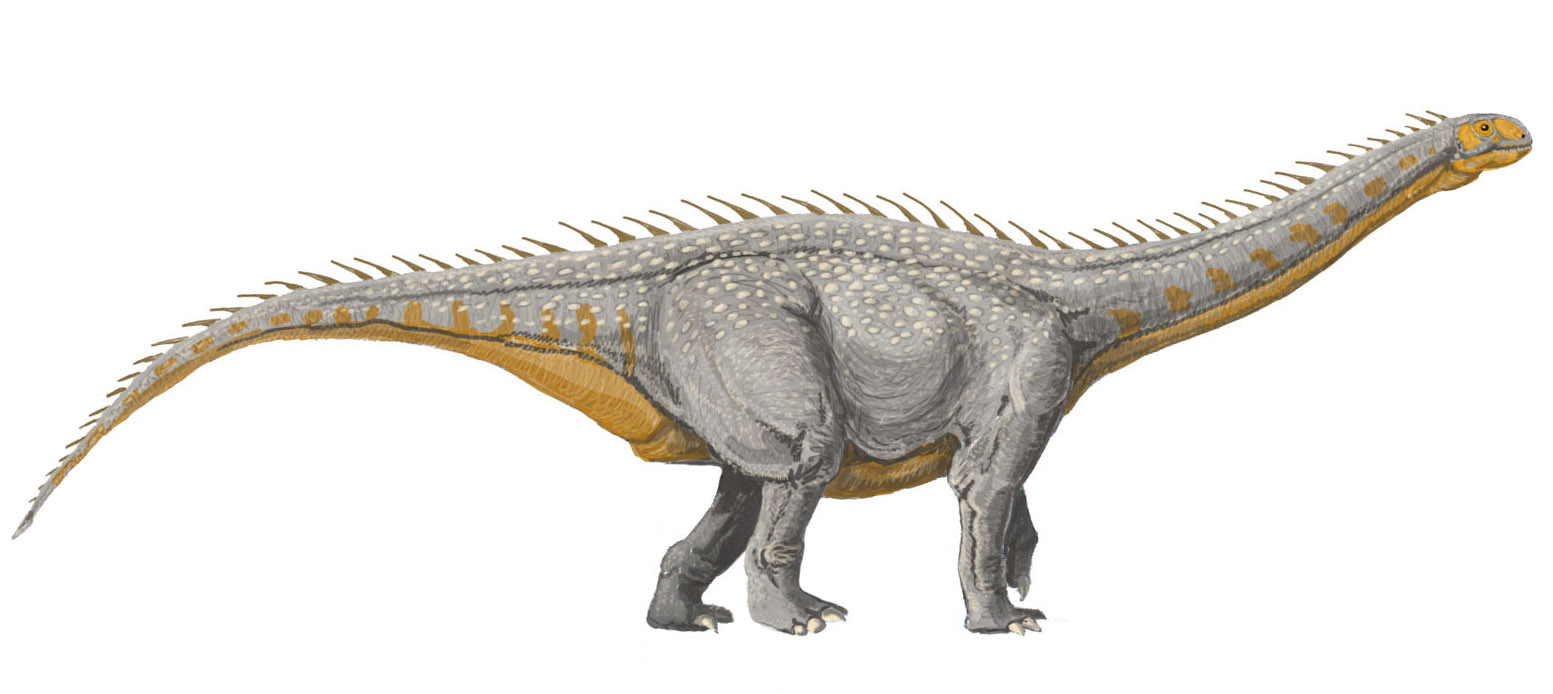
Barapasaurus
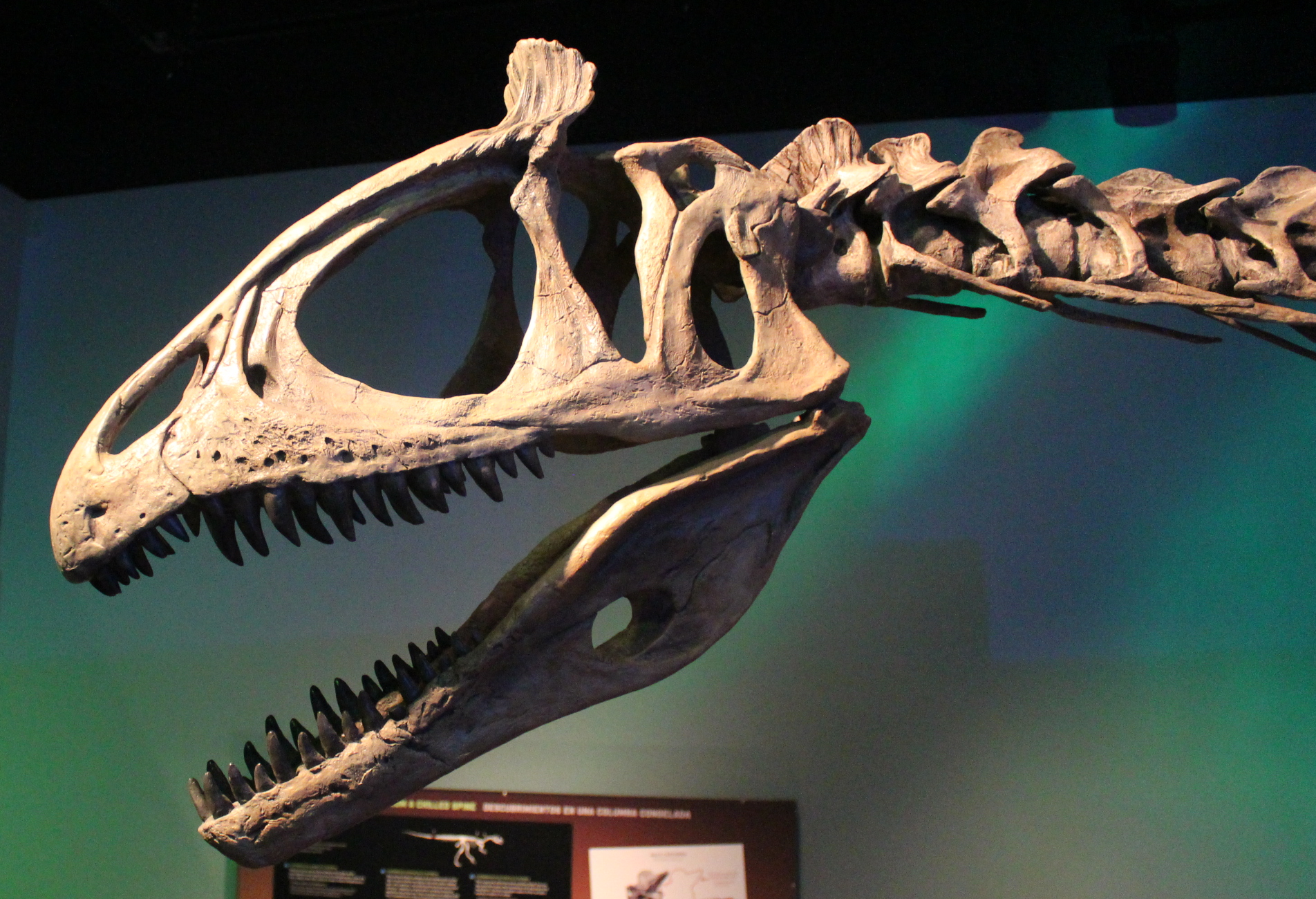
Cryolophosaurus
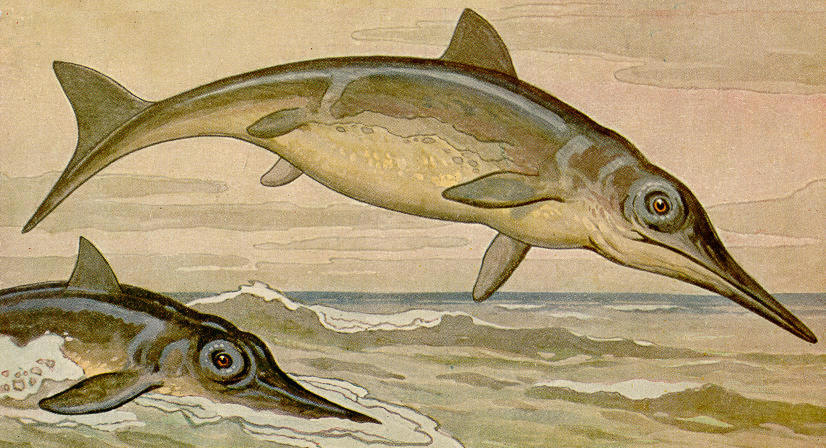
Ichthyosaurus
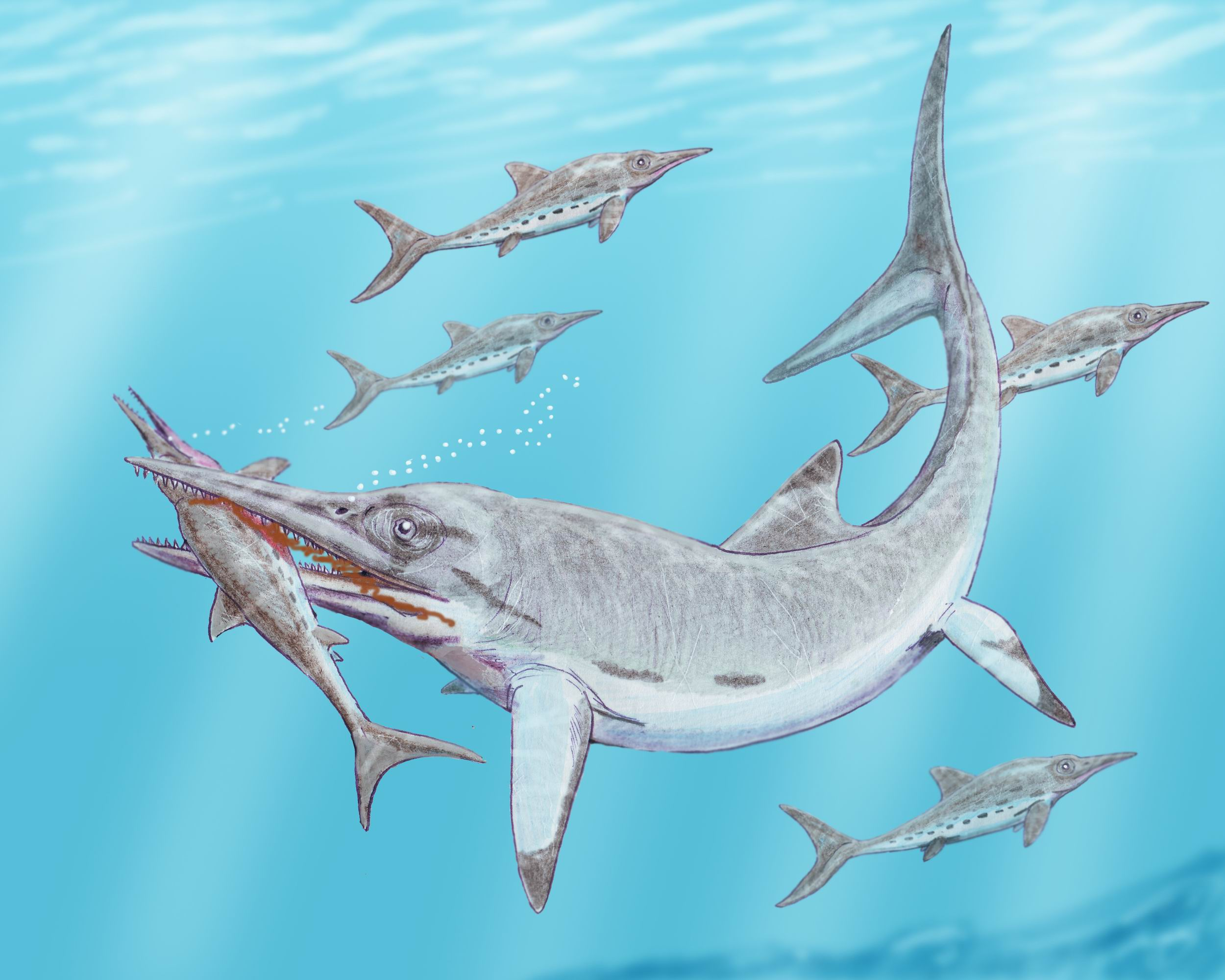
Temnodontosaurus
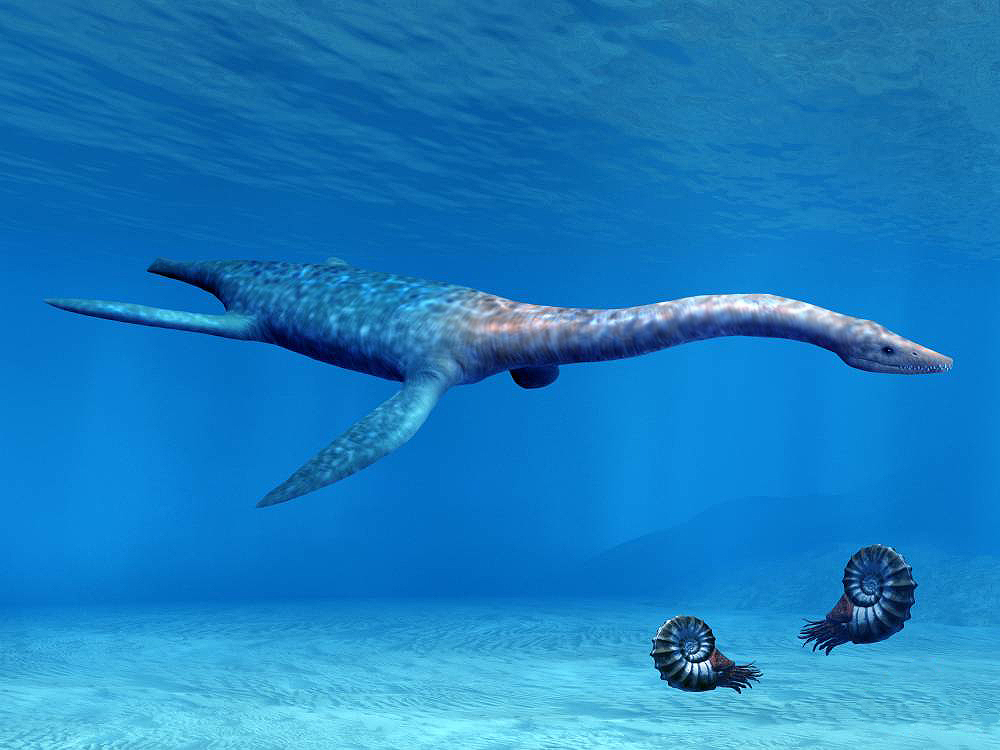
Attenborosaurus
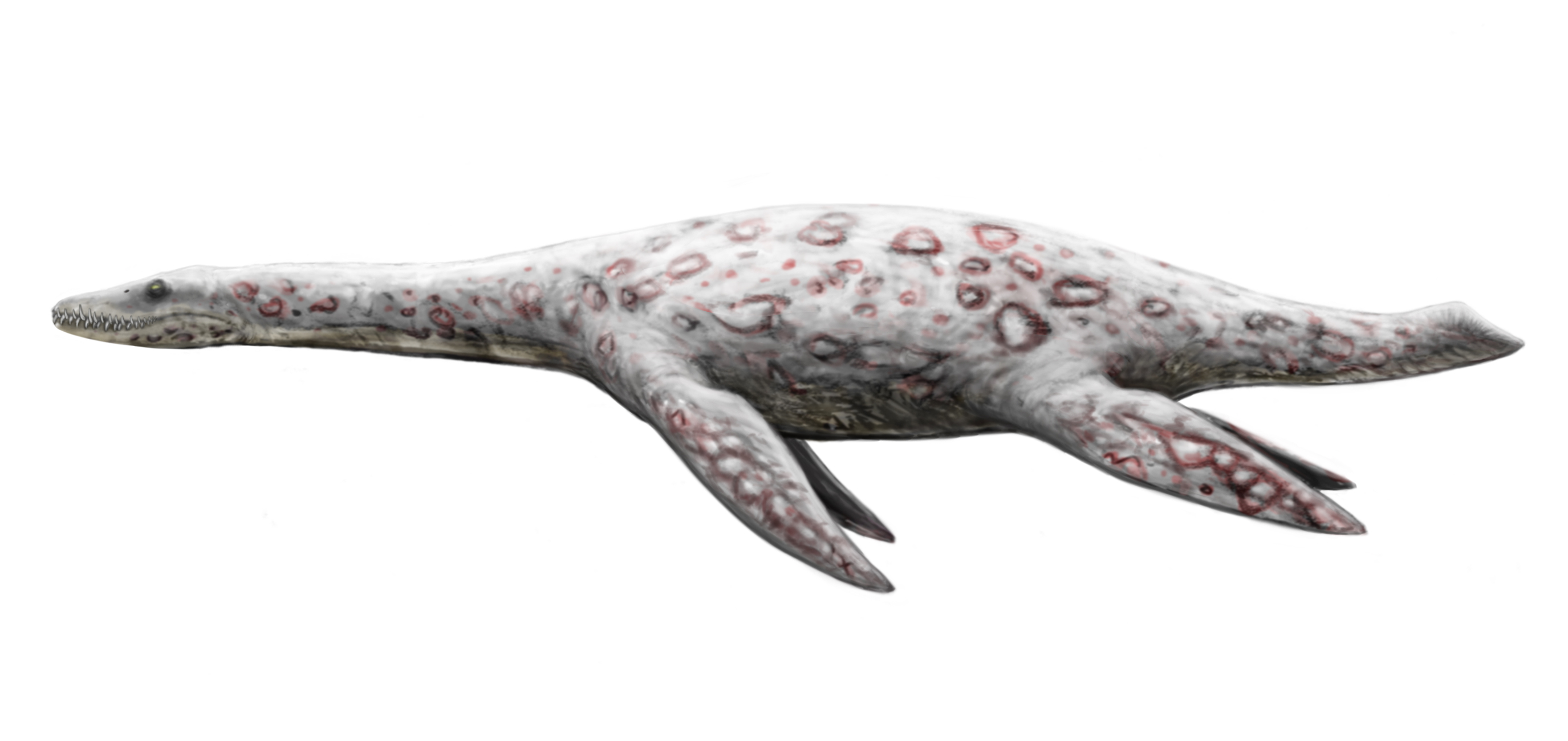
Bishanopliosaurus
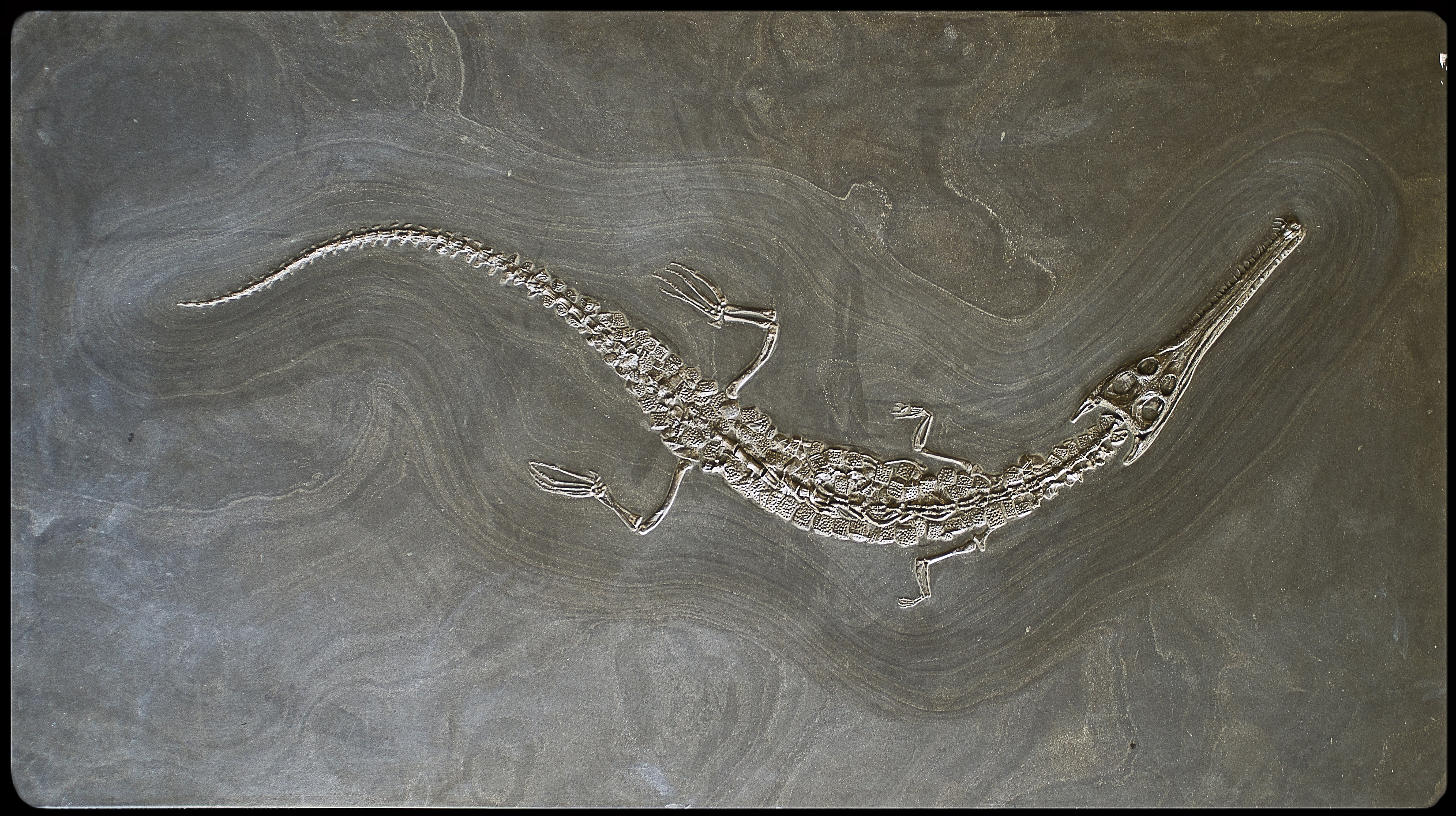
Steneosaurus